# 沃克冰原島峰
67°55′S 63°15′E / 67.917°S 63.250°E
沃克冰原島峰（英語：Walker Nunatak）是南極洲的冰原島峰，位於麥克羅伯特森地，處於布蘭森冰原島峰以東18公里，屬於弗拉姆山脈的一部分，根據澳大利亞探險隊的空中照片繪入地圖，現時由南極條約體系管理。